# Mr. Heli
Mr. Heli (Battle Chopper, Mr. Heli no Daibōken (яп. Ｍｒ．ＨＥＬＩの大冒険, lit. "The Great Adventure of Mr. Heli")) — видеоигра в жанре горизонтального скролл-шутера с элементами платформера, разработанная компанией Irem и выпущенная в 1987 году в виде аркадного игрового автомата. В 1989 году была портирована на ряд домашних компьютеров того времени, а также на игровую консоль PC Engine. Игра выполнена в стиле cute 'em up.
Вертолёт игрока, Mr. Heli, доступен для выбора в игре R-Type Final.

## Игровой процесс

Скриншот из аркадной версии игры Mr. Heli

Игрок управляет вертолётом. В отличие от большинства скролл-шутеров, прокрутка экрана происходит только при движении игрока. Также присутствует гравитация. Игрок может разрушать некоторые блоки фона, освобождая кристаллы, служащие деньгами. Иногда за блоками находятся призы, для получения которых игрок должен иметь нужное количество денег.
В игре шесть уровней.